# Ад ван Тіггелен
Ад ван Тіггелен (нід. Ad van Tiggelen, 7 червня 1958, Маастрихт) — нідерландський бізнесмен, інвестор, а також автор фантастичних оповідань. Пише під псведонімом Едріен Стоун.

## Біографія
Ад ван Тіггелен народився 7 червня 1958 року у Маастрихті, провінція Лімбург. Вивчав бізнес-економіку в Роттердамському університеті Еразма, у 1981 році почав професійну кар'єру в Nationale-Nederlanden, одній з найбільших страхових компаній в Нідерландах, і вже 1988 року обійняв посаду менеджера з інвестицій. Пізніше працював у ще одній страховій компанії ING Groep, де займав низку керівних посад. Регулярно давав інтерв'ю та публікував аналітичні статті з інвестиційної тематики у різноманітних фінансових виданнях Нідерландів, Бельгії, Франції, Іспанії, Італії, Німеччини, Греції та Польщі. Офіційно завершив кар'єру 30 червня 2014 року.

## Творчість
Ван Тіггелен замолоду захоплювався фантастичною літературою, і зрештою почав писати під псевдонімом Едріен Стоун. У 2006 році у видавництві Gopher publishers обмеженим накладом вийшла його перша книга «Profeet van de Duivel» (укр. «Пророк Диявола»). У 2008 році ван Тіггенлен підписав контракт з Luitingh-Sijthoff, одним з найбільших нідерландських видавництв, які у квітні 2009 року перевидали «Profeet van de Duivel», а у червні того ж року — продовження серії, книгу «Zoon van de Duivel» (укр. Син Диявола). Третя частина трилогії, «Ziel van de Duivel» (укр. «Душа Диявола») побачила світ у квітні 2010 року.
Закінчивши трилогію про Диявола, Едріен Стоун написав дилогію про Руну; дія дилогії розгорнулася у тому ж вигаданому світі, що й події трилогії про Диявола. Перша частина, «De Achtste Rune» (укр. «Восьма руна»), була опублікована у вересні 2011 року, а через рік, у вересні 2012 року, вийшла друга частина — «De Eerste God» (укр. «Перший Бог»). Обидві серії перевидавалися у 2013 і 2014 роках відповідно.
У 2016 році вийшла перша книга нової серії Magycker, під назвою «De Klauw» (укр. «Пазур»). Сюжет серії розгортається у принципово новому світі.
У своїх творах Едріен Стоун регулярно звертається до тем релігійного впливу на життя людини, аутизму, розриву між бідними та багатими.
Ван Тіггелен є членом правління Фонду розвитку фантастичного жанру (нід. Stichting ter bevordering van het fantastische genre) та членом журі Премії Гарленда. Регулярно бере участь у різноманітних заходах та фестивалях, присвячених фантастиці та фентезі.

### Duivel-trilogie
- 2009 — Profeet van de Duivel (ISBN 978-90-245-2946-9)
- 2009 — Zoon van de Duivel (ISBN 978-90-245-2947-6)
- 2010 — Ziel van de Duivel (ISBN ISBN 978-90-245-3119-6)
- 2013 — перевидання трилогії у форматі однотомника (ISBN 978-90-245-6250-3)

### Tweeluik Rune
- 2011 — De Achtste Rune (ISBN 978-90-245-3562-0)
- 2012 — De Eerste God (ISBN 978-90-245-5120-0)
- 2014 — перевидання дилогії у форматі однотомника (ISBN 978-90-210-1562-0)

### Reeks Magycker
- 2016 — De Klauw (ISBN 978-90-245-6836-9)